# Молчание (фильм, 2019)
«Молчание» (англ. The Silence) — фильм ужасов режиссёра Джона Леонетти с участием Стэнли Туччи и Кирнан Шипки, киноадаптация одноимённого романа Тима Леббона 2015 года. Премьера фильма прошла на Netflix 10 апреля 2019 года.

## Сюжет
Группа пещерных исследователей извлекает из шахты неизвестный вид существ, похожих на птерозавров, называемых «веспс». Веспы жестоко убивают исследователей, вылетают из шахты и ищут самые шумные места.
Элли Эндрюс, девочка-подросток, потерявшая слух в автомобильной аварии, живет со своими родителями Хью и Келли Эндрюс, своей бабушкой по материнской линии Линн, у которой неизлечимый рак легких, своим братом Джудом и их любимой собакой Отисом. По мере распространения новостей о вспышке весп правительство США объявляет чрезвычайное положение и просит людей оставаться дома и соблюдать тишину. Хью порекомендовал семье перевести свои мобильные телефоны в бесшумный режим, и они увидели четыре видеоролика, на одном из которых две жертвы убегают, на втором — мать и ее ребенок в машине. У ребенка заклеен рот скотчем, и мать показывает записку, на которой написано: «Не шумите». На третьем кадре показана команда исследователей пещеры, кричащая, и это прерывается другим кадром убегающих веспов, незадолго до того, как их прерывает экстренная трансляция. Элли предлагает им отправиться в сельскую местность, где, вероятно, будет поспокойнее. Гленн, лучший друг Хью, присоединяется к ним и приносит свое оружие. Они отправляются в путь на двух машинах, но мужчина пытается угнать машину Хью, подвергая риску семью. Гленн стреляет мужчине в ногу, и они уезжают.
Группа попадает в огромную пробку, блокирующую все междугородние сообщения, и Гленн съезжает с дороги. Мчась по сельской местности, машина Гленна врезается в стадо убегающих оленей и падает с набережной. Он выживает, но оказывается в ловушке в машине. Хью и Келли не удается освободить его, и Гленн просит Хью уйти. Когда семья Эндрюс возвращается к своей машине, их собака лает, привлекая веспов. Гленн стреляет из пистолета, уводя их от Эндрюс и жертвуя собой. Чтобы обезопасить свою семью, Хью вынужден выпустить их собаку из машины умирать.
Хью ведет свою семью пешком после того, как поджег машину Гленна в качестве приманки. Линн изо всех сил старается не отставать, и ее кашель подвергает семью риску. Семья находит дом с высоким забором и запертыми воротами. Домовладелица, не подозревая о ситуации, выходит и что-то говорит, а веспы разрывают ее на части. Семья проникает в дом через ливневую канализацию. Гремучая змея появляется перед Джудом, привлекая веспов своей погремушкой, и они нападают на нее. Привлеченные веспы кусают Келли сзади за ногу. Хью отвлекает их, включая дровокол, раздавливая летящих в него веспов, и семья входит в дом.
Элли связывается со своим парнем Робом, который сообщает ей, что его родители мертвы. Она узнает, что после катастрофы возникли религиозные культы. К утру в ране Келли обнаруживается инфекция, поэтому Хью и Элли отправляются за антибиотиками. В магазине Элли обнаруживает яйца веспы, растущие внутри трупов. Безъязыкий священник культа пытается завербовать их, но Хью и Элли уходят. Они возвращаются с антибиотиками, и Келли выздоравливает. Элли узнает из Интернета, что веспы не могут выжить в холодную погоду, что побудило семью задуматься о переезде на север.
Преподобный находит убежище семьи и появляется со своими последователями, сообщая, что намерен завербовать Элли. Хью достает свой пистолет, заставляя сектантов уйти. Роб сообщает Элли, что направляется на север, в «убежище». Хью и Келли находят маленькую девочку у двери посреди ночи. Впустив ее, они обнаруживают, что она является членом культа безъязыких. Телефоны, привязанные к ней и расставленные по всему дому, звонят, привлекая веспов. Члены культа похищают Элли, но бабушка Линн выбегает наружу, чтобы помочь ей. Линн удерживает похитителей Элли и кричит; веспы убивают ее и похитителей, пока Элли убегает. Семья дает отпор и убивает большую часть членов культа, включая преподобного.
Несколько недель спустя семья пересекает США и прибывает в убежище. Элли находит Роба, и они охотятся на веспов со стрелами. Элли задается вопросом, приспособятся ли веспы к холоду и приспособятся ли люди к беззвучному образу жизни, как это сделала она, когда потеряла слух.

## В ролях
- Стэнли Туччи — Хью
- Кирнан Шипка — Элли
- Миранда Отто — Келли
- Джон Корбетт — Гленн

## Производство
Фильм основан на одноименном романе ужасов 2015 года Тима Леббона. Адаптацией сценария занимались Кэри Ван Дайк и Шейна Ван Дайка. Актеры Кирнан Шипка и Стэнли Туччи присоединились к актёрскому составу в мае 2017 года. В августе 2018 года были наняты Миранда Отто и Джон Корбетт.
Съёмочный период проходил с 20 сентября по 6 ноября 2017 года в Торонто.

## Критика
Рейтинг фильма на сайте Rotten Tomatoes составляет 30% на основе 33 рецензий.
Картина подверглась критике со стороны сообщества глухих за то, что ведущую роль играет актриса со здоровым слухом.
Скотт Тобиас из The New York Times назвал фильм «нишевым», где «только качественный актерский состав и более щедрые производственные ценности могут скрыть некачественную строчку».